# Hardangerjøkulen

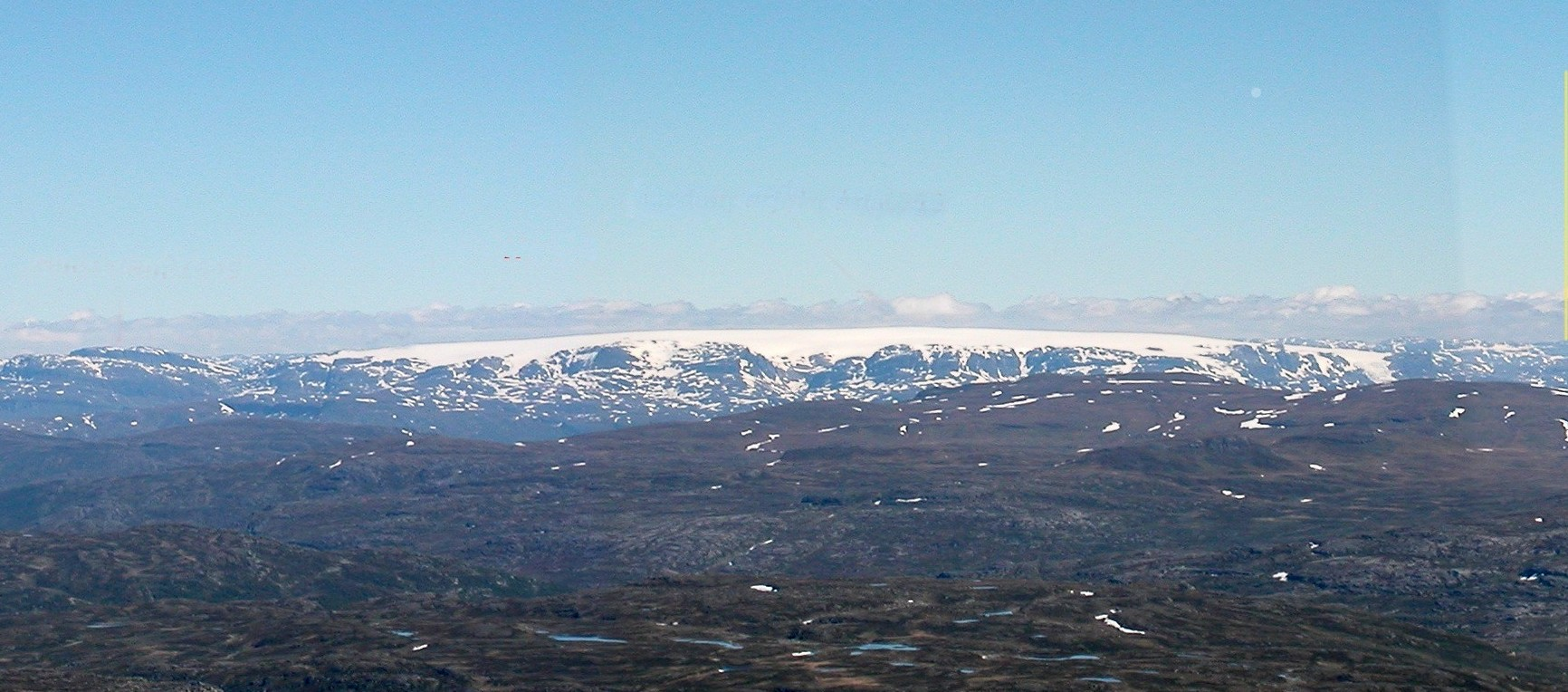
Hardangerjøkulen

Hardangerjøkulen is een ijskap in Zuid-Noorwegen en ligt in de gemeenten Eidfjord en Ulvik in de provincie Vestland. Het is de op zes na grootste gletsjer op het Noorse vasteland.
Hardangerjøkulens hoogste punt is 1.863 m boven zeeniveau, dit is ook het hoogste punt van de provincie. Het laagste punt is 1.050 m. De gletsjer is ongeveer 73 km² groot.
De gletsjer is een typische plateaugletsjer, en is gelegen op de waterscheiding tussen Vestlandet en Østlandet. Hij heeft meerdere zijtakken, waarvan Blåisen en Midtdalsbreen in het oosten richting Finse en Rembesdalskåka in het westen aan de kant van Simadalen de meest bekende zijn.
Hardangerjøkulen is een deel van het 553,747 km² grote natuurgebied Skaupsjøen/Hardangerjøkulen genaamd dat op 10 april 1981 tot beschermd natuurgebied werd benoemd. Het Midtdal werd gebruikt als locatie voor de ijsplaneet Hoth tijdens de opnames van Star Wars: Episode V: The Empire Strikes Back.
De gletsjer is bereikbaar via het spoorwegstation Finse van de Bergensbanen.
In oktober 2000 heeft het Institute for Marine and Atmospheric research Utrecht (IMAU) van Universiteit Utrecht een automatisch weerstation geplaatst op Midtdalsbreen. Analyse van de meetgegevens wijst uit dat in een warmerwordend klimaat Hardangerjøkulen volledig zal smelten. Als de temperatuur voor het jaar 2100 met 3°C stijgt, zal de ijskap binnen een eeuw verdwijnen.